# Akestorides von Korinth
Akestorides von Korinth (altgriechisch Ἀκεστορίδης) war im späten 4. Jahrhundert v. Chr. als Strategos an den inneren und äußeren Kämpfen der korinthischen Kolonie Syrakus beteiligt.
Nach dem Tode des Timoleon setzten um die 330er-Jahre v. Chr. in Syrakus die Auseinandersetzungen zwischen Demokraten und Oligarchen sowie die Bedrohung durch eine Tyrannis erneut ein. Die Oligarchen etablierten einen Rat der 600, der bald darauf einer Erhebung der Demokraten weichen musste. Die verbannten Oligarchen schlossen sich mit ihnen wohlgesonnenen Städten Siziliens und mit Karthago zusammen.
Für die nun einsetzenden Kämpfe baten die demokratischen Syrakusaner – der timoleonischen Verfassung folgend – in Korinth, der Mutterstadt Syrakus’, um einen Oberbefehlshaber. Die Korinther schickten Akestorides. Dieser vertrieb den Anführer der demokratischen Partei, Agathokles, sorgte für die Rückkehr der vertriebenen Oligarchen, indem er eine Aussöhnung mit den gemäßigten Demokraten vermittelte, und verhandelte erfolgreich einen Friedensvertrag mit den Karthagern. Nach dem Willen des Akestorides sollte angeblich Agathokles auf der Flucht ermordet werden, doch entging dieser dem Anschlag. Vom Schicksal des Akestorides ist nichts weiter bekannt. Agathokles jedoch konnte nach Syrakus zurückkehren, wurde 319/318 v. Chr. zum Oberbefehlshaber gewählt und erlangte 316/315 v. Chr. eine außerordentliche Machtstellung, die man als Tyrannis ansprechen kann, obgleich die demokratische Verfassung formell fortbestand.